# Pozole
El pozole (del náhuatl pozolli, de la paraula tlapozonalli que significa "alguna cosa bullida o escumosa", o de la paraula cáhita posoli que significa "coure blat de moro") és un plat de Mèxic. És un tipus de sopa feta a força de grans de blat de moro d'un tipus conegut comunament com a cacahuazintle, a la qual se li agrega, segons la regió mexicana, carn de pollastre o de porc com a ingredient secundari. D'aquesta preparació bàsica existeixen variacions per tot el territori mexicà. Per exemple, el pozole blanc de Guerrero i el pozole vermell de Sinaloa, Nayarit, Guanajuato i Jalisco. Se sol consumir amb tortilles (coques fines de blat de moro) torrades al forn o fregides, untades amb crema.

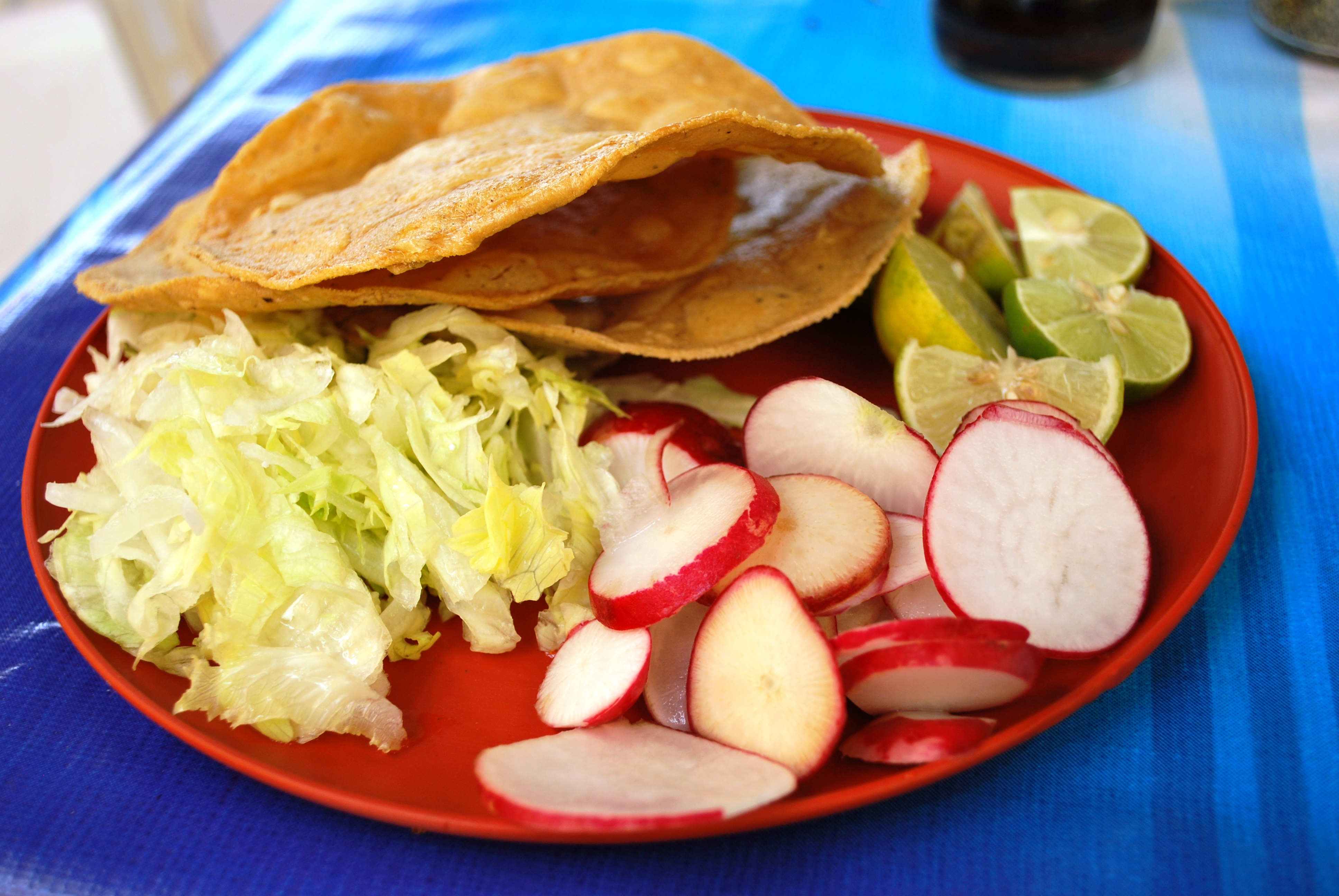
Plat amb raves, enciam i tortilles (coques primes) de blat de moro torrades.

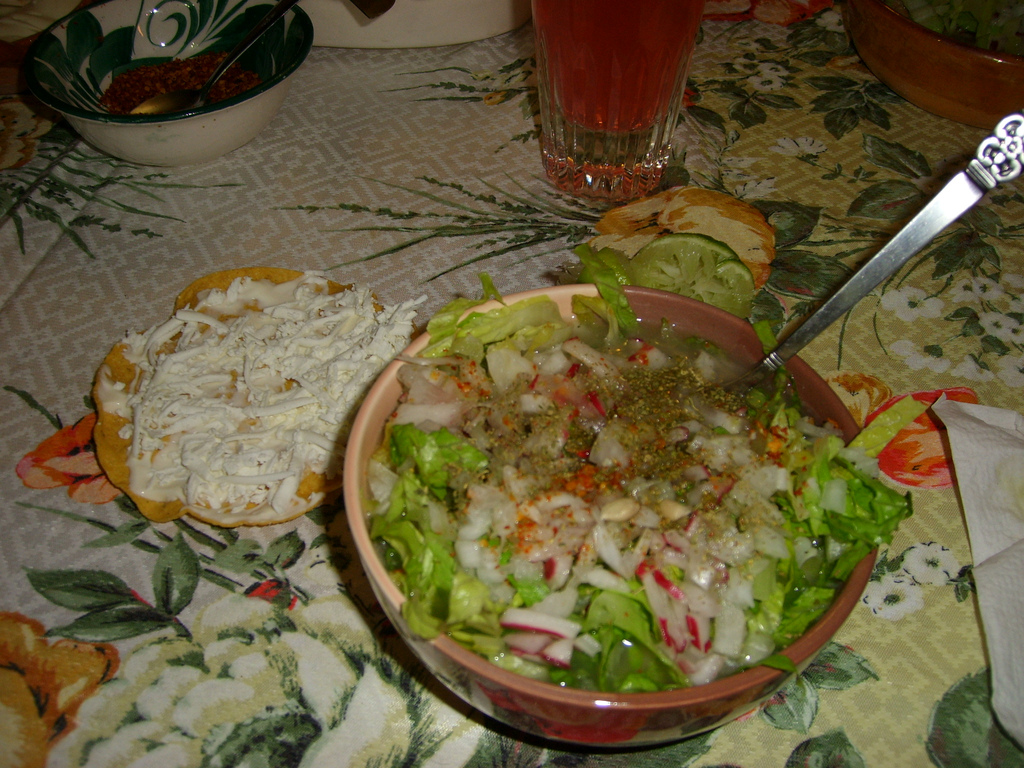
Un pozole amb condiments abundants.

## Característiques
L'especialitat d'aquest plat és que els grans de blat de moro utilitzats són d'una varietat particular de gra gran anomenat cacahuacintle, i que tals grans són precuits en una solució lleugera d'aigua amb hidròxid de calci (calç) coneguda com a nixtamalització, el mateix procés utilitzat en el continent americà per a l'elaboració de la tortilla. Aquest precocció, que dura un parell d'hores, causa que els grans de blat de moro perdin la pela fibrosa que els cobreix de manera natural.
Una vegada finalitzada la precocció dels grans de blat de moro, s'elimina la solució de calç i es renten els grans, per procedir a un segona cocció de diverses hores, fins a aconseguir que els grans de blat de moro esclatin. Una vegada que els grans de blat de moro han esclatat, és possible agregar les carns perquè el guisat agafi el gust de la carn.
Algunes dades nutricionals del pozole són: 228 kcal per tassa, de les quals el 44% correspon a greix (10.92 g), 27% a carbohidrats (15.14 g) i 29% a proteïnes (16.26 g).

## Tipus
Hi ha una gran varietat de tipus de pozole, que es poden agrupar en dos tipus principals:
- Els blancs. Es distingeixen perquè la seva base és la sopa de blat de moro i carn, la qual se serveix en una escudella (plat gran i profund), base a la qual el comensal pot agregar una gran varietat de condiments, com a salses vermelles amb base de "jitomate" (tomàquet vermell), salses verdes amb base de tomàquet verd.
- Els condimentats. Es caracteritzen per ser assaonats durant la cocció, per la qual cosa el plat es presenta amb un color característic, vermell o verd, depenent dels ingredients que s'utilitzin per assaonar-los.

En tots dos casos se li poden agregar, en servir-se, altres ingredients que realcen més el sabor, entre aquests a saber: enciam finament llesca, ceba finament picada, col, crema al gust, orenga molta, suc de llimona, rodanxes de rave, alvocat, formatge fresc, chicharrón i salsa o pols de pebrot. Aquests ingredients, per regla general, es col·loquen en la taula abans del menjar, perquè cada comensal se serveixi segons la quantitat que desitgi, i per acompanyar-ho és tradicional l'ús de tortilles de blat de moro torrades amb crema.

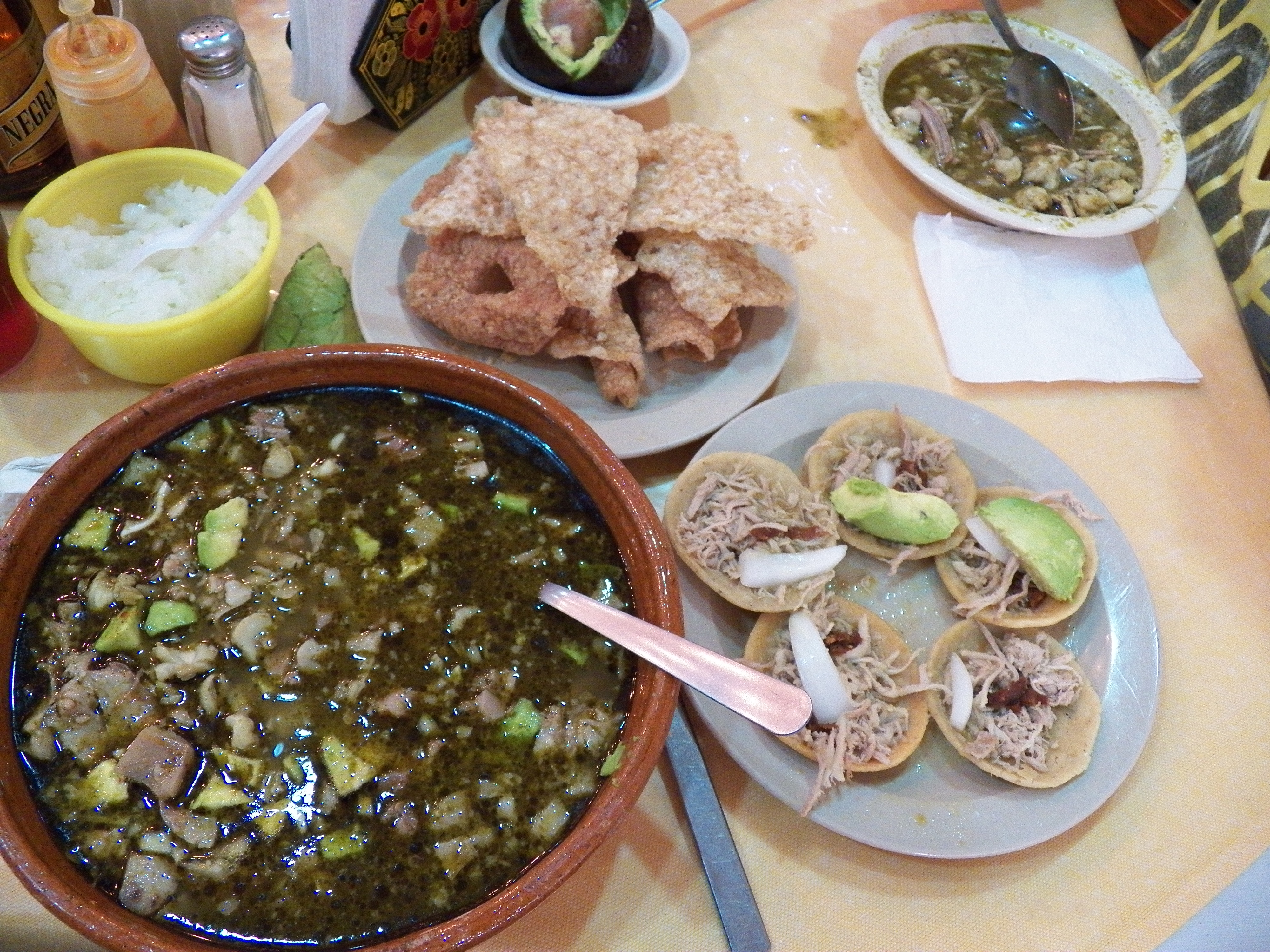
Entre els condimentats, el pozole verd, preparat a l'estil de l'estat de Guerrero.

Els noms i tipus més comuns són els anomenats blanc i verd de Guerrero i el vermell de Sinaloa i Jalisco.

## Mèxic prehispànic
La recepta del pozole prové d'èpoques prehispàniques, per la qual cosa la seva recepta actual és una mescla d'ingredients mexicans, europeus i asiàtics. Alguns antropòlegs assenyalen que en el Mèxic prehispànic, després dels sacrificis rituals en els quals s'oferien els cors de la víctima a les deïtats, la resta del cos es coïa amb blat de moro i era repartit entre tots els participants en una espècie d'acte de comunió o solament entre determinats sacerdots. "Ocorria com en les actuals corregudes de toros, on tot segueix un ritual, però una vegada que mor, l'animal és carn", indica Miguel Botella, director del Laboratori d'Antropologia Física de la Universitat de Granada. En la recerca s'han recaptat receptes de cuina de carn humana que van recollir els frares espanyols durant la seva labor evangelitzadora després de la conquesta, que assenyalen que mai es prenia rostida i que era habitual afegir-la al pozole. Segons el testimoniatge d'un d'aquests frares, la carn humana «sabia com la del porc», per aquest motiu, després de ser prohibit el seu consum durant la cristianització dels indígenes, fos substituïda pel porc.